# جيك إدواردز
جيك إدواردز (بالإنجليزية: Jake Edwards)‏ (11 مايو 1976 بمانشستر في المملكة المتحدة - ) هو لاعب كرة قدم بريطاني في مركز الهجوم. لعب مع نادي إكزتر سيتي ونادي بلاكبول ونادي بيرتن ألبيون ونادي ريكسهام ونادي كرولي تاون ويوفل تاون وتشارلستون بيتري ونادي تشستر سيتي ونادي تاموورث وSolihull Moors F.C. ‏ ونادي تلفورد يونايتد.

## وصلات خارجية
- جيك إدواردز على موقع قاعدة بيانات كرة القدم.إي يو (الإنجليزية)
- جيك إدواردز على موقع Soccerbase.com (لاعب) (الإنجليزية)